# Flying Dutchman (treno)
Flying Dutchman era il nome non ufficiale, adottato nel 1862, di una relazione ferroviaria della GWR tra Londra (Paddington) e Exeter; in particolare il nome si riferiva al treno in partenza alle 11.45 da Exeter. 
Il nome Flying Dutchman si riferiva ad un famoso cavallo da corsa di Lord Eglinton che nel 1849 vinse sia Derby che St. Leger.
Tra il 1871 e il 1884 era il treno con la velocità commerciale più alta al mondo. 
All'inizio del '900 il nome era già obsoleto e cadde presto in disuso.